# Vitalius wacketi
Vitalius wacketi là một loài nhện trong họ Theraphosidae.
Loài này thuộc chi Vitalius. Vitalius wacketi được Cândido Firmino de Mello-Leitão miêu tả năm 1923.

## Hình ảnh

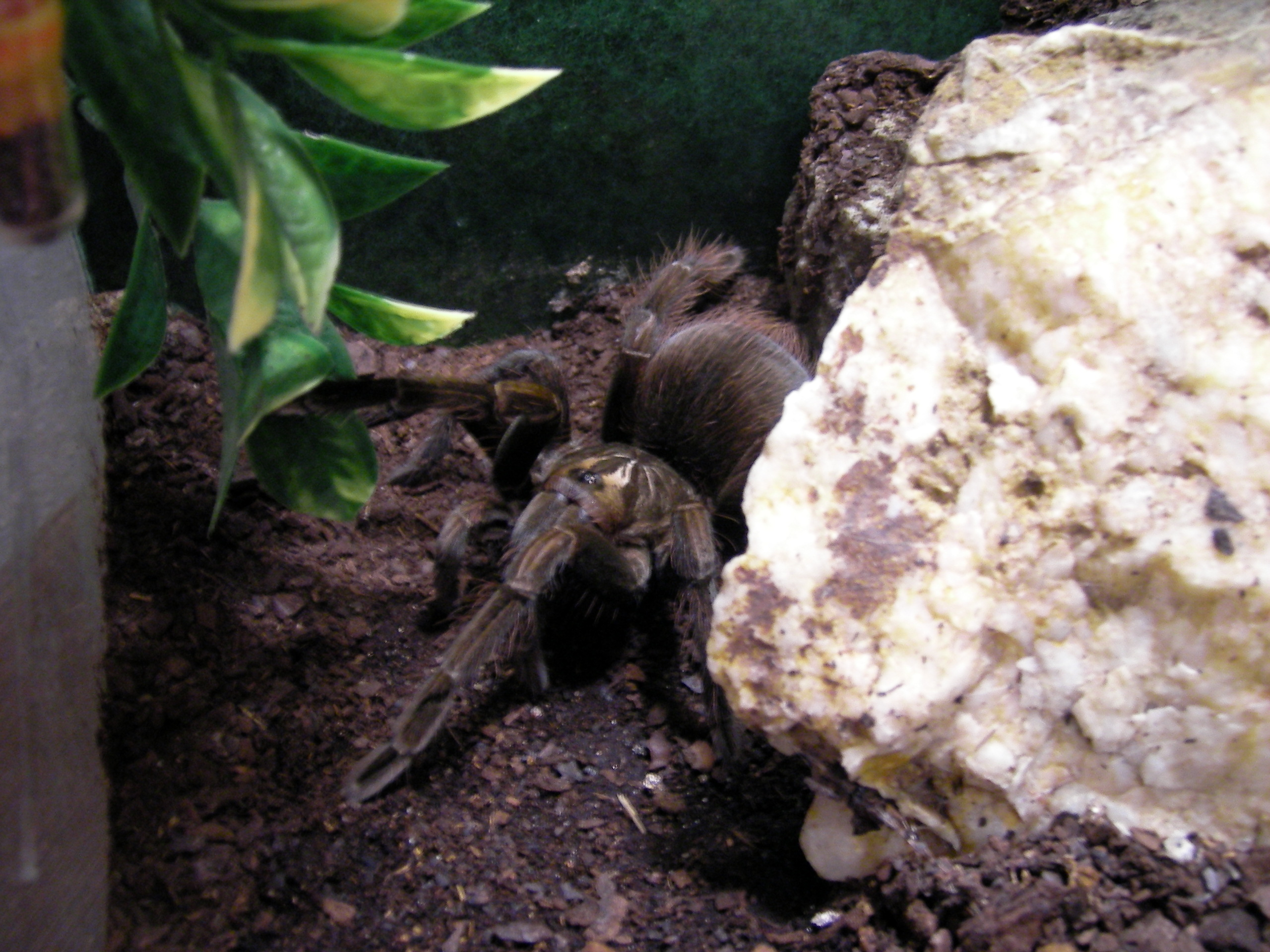